# Provincia Ogliastra
Ogliastra este o ex provincie în regiunea Sardinia în Italia.